# Garriga (automòbil)
Garriga fou una marca catalana d'automòbils, fabricats per l'empresa Auto Academia Garriga a Barcelona entre 1923 i 1925. Dirigida per Josep Garriga, l'empresa va produir un petit cotxe esportiu amb motor de quatre cilindres i 1.100 cc.